# Hastière

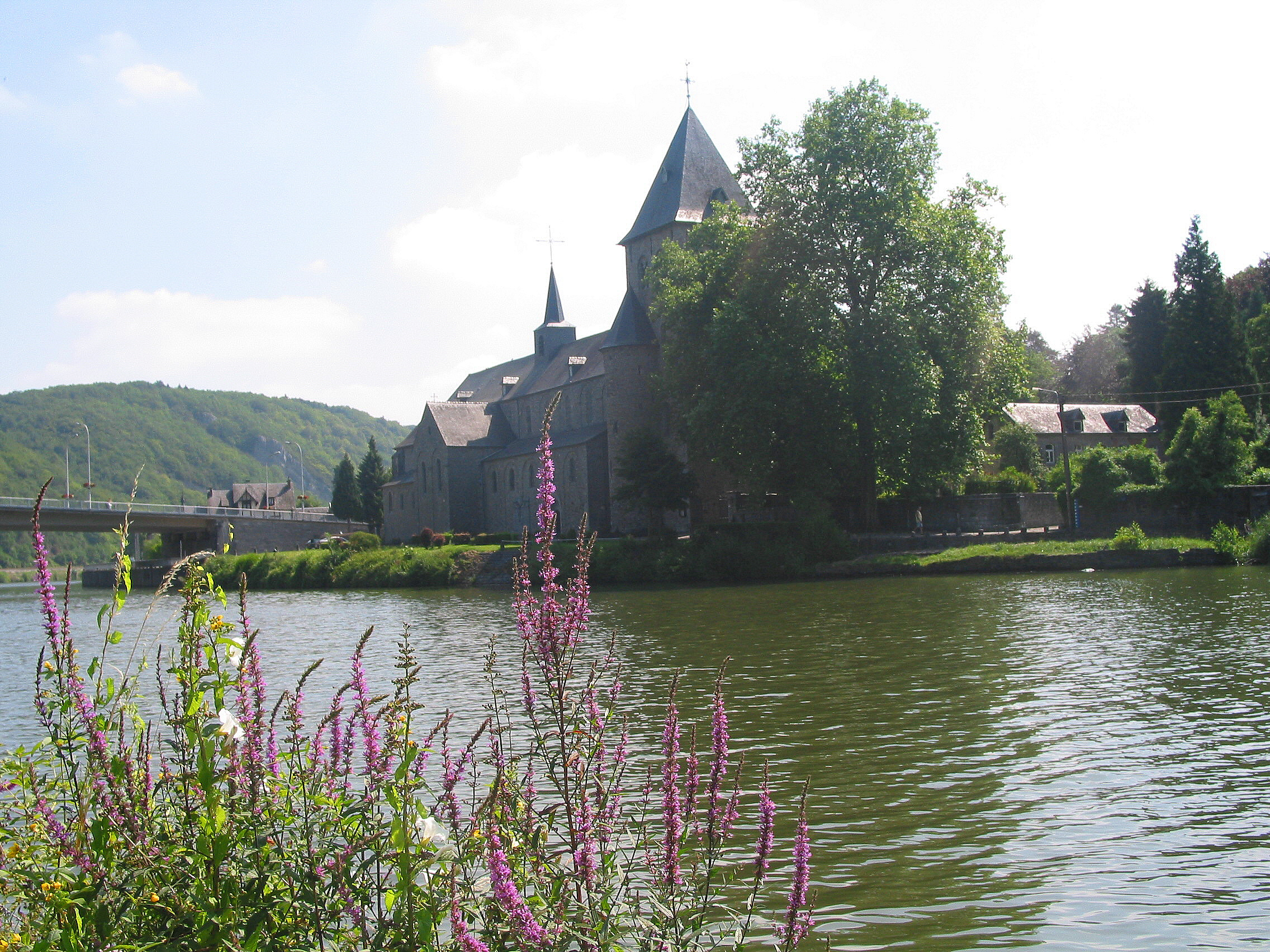
Iglesia Saint-Hadelin (siglo XI)

Hastière (en valón: Astire) es un municipio belga de la provincia de Namur. A 1 de enero de 2018 la población era de 6.022 hab. La superficie total es de 56,46 km², dando una densidad de población de 106,7 habitantes por km².

## Geografía

### Secciones del municipio
El municipio comprende los antiguos municipios, que se fusionaron en 1977:
| - Hastière-Lavaux - Hastière-par-delà - Hermeton-sur-Meuse - Waulsort - Blaimont - Heer - Agimont |

## Demografía

### Evolución
Todos los datos históricos relativos al actual municipio, el siguiente gráfico refleja su evolución demográfica, incluyendo municipios después de efectuada la fusión el 1 de enero de 1977.
| Gráfica de evolución demográfica de Hastière entre 1846 y 2020 |
|                                                                |

## Monumentos
En su territorio, por la ribera del río Mosa, están la Iglesia romana del antiguo monasterio benedictino en Hastière-Lavaux (fundado por el Conde palatino Wigéric de Bidgau), el castillo del renacimiento de Freÿr rodeado de jardines clásicos en frente de los cerros de Freÿr (al norte de Waulsort) y las construcciones conventuales de la abadía benedictina de Waulsort.